# 猪子迫古墳
猪子迫古墳（いのこざここふん）は、広島県尾道市美ノ郷町猪子迫にある古墳。形状は円墳。尾道市指定史跡に指定されている。

## 概要
広島県西部東部、松永湾に流入する藤井川流域の北岸、丘陵中腹部に築造された古墳である。現在は墳丘・石室が半壊の状態であり、石室の天井石が露出する。
元の墳丘は明らかでないが、直径15-16メートル程度の円墳と推測される。埋葬施設は横穴式石室で、南西方向に開口する。石室全長9.2メートルを測り、尾道市内では最大規模の石室とされる。石室内は盗掘に遭っているが、須恵器の出土が知られる。築造時期は古墳時代後期-終末期の6世紀-7世紀代と推定される。
古墳域は1960年（昭和35年）に尾道市指定史跡に指定されている。

## 埋葬施設

石室俯瞰図

石室展開図

埋葬施設としては横穴式石室が構築されており、南西方向に開口する。石室の規模としては、全長9.2メートル・奥幅1.9メートル・中央部幅2.3メートル・現在高さ1.9メートルを測る。
石室の平面形は明らかでないが、片袖式と推測される。石室の奥壁には巨石の一枚石を立て、側壁には比較的大型の石材を2-4段積む。

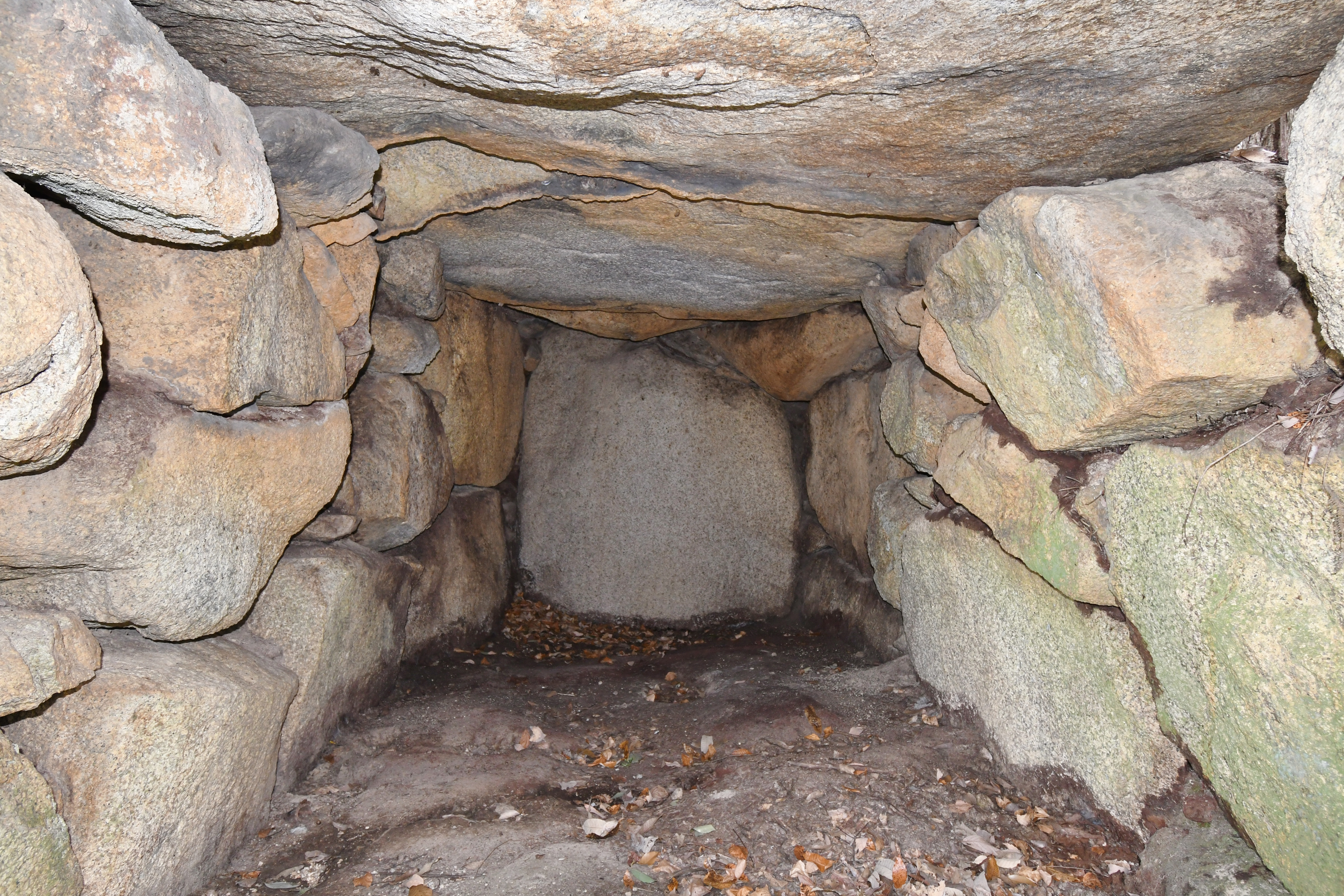
石室内部（奥壁方向）
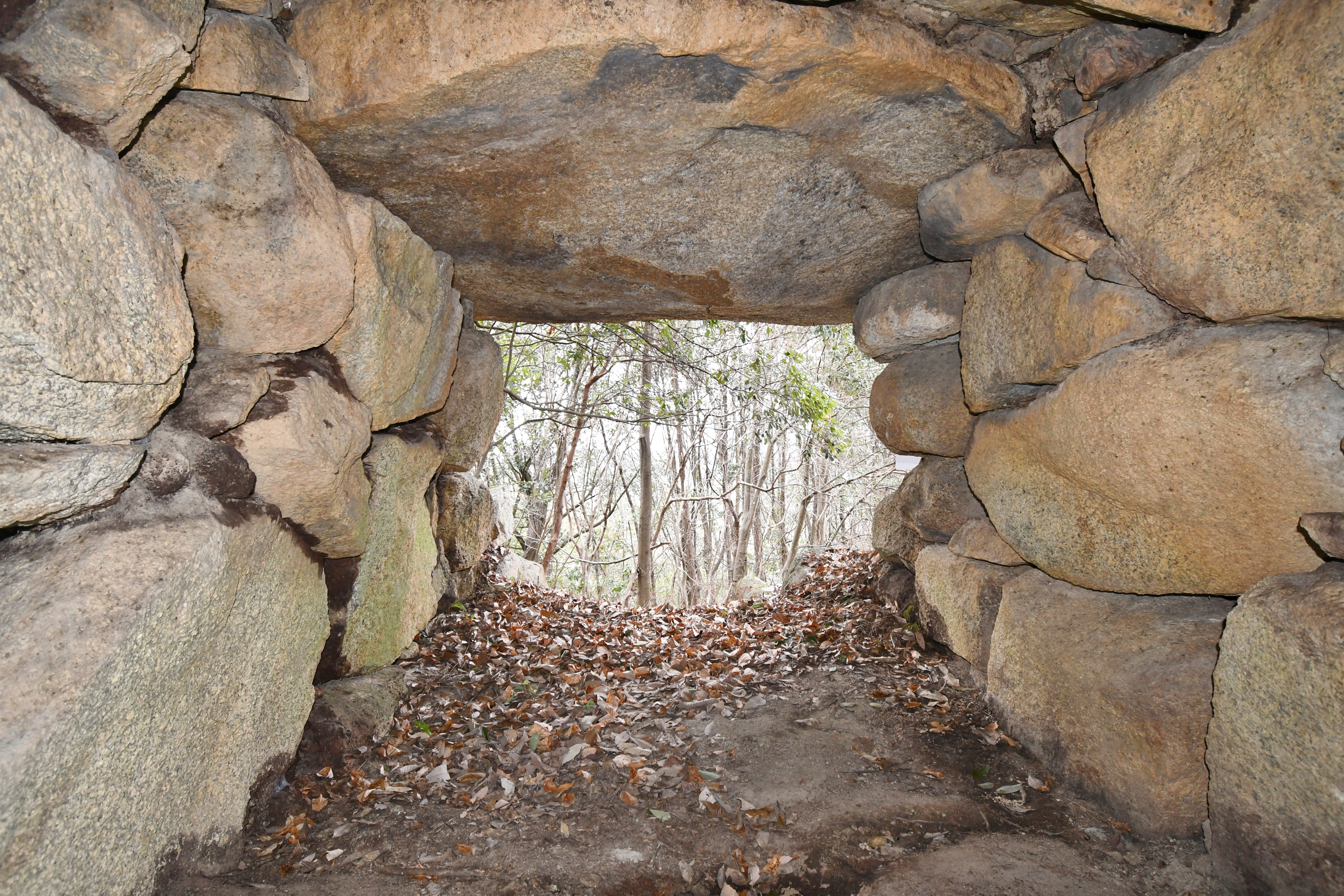
石室内部（開口部方向）
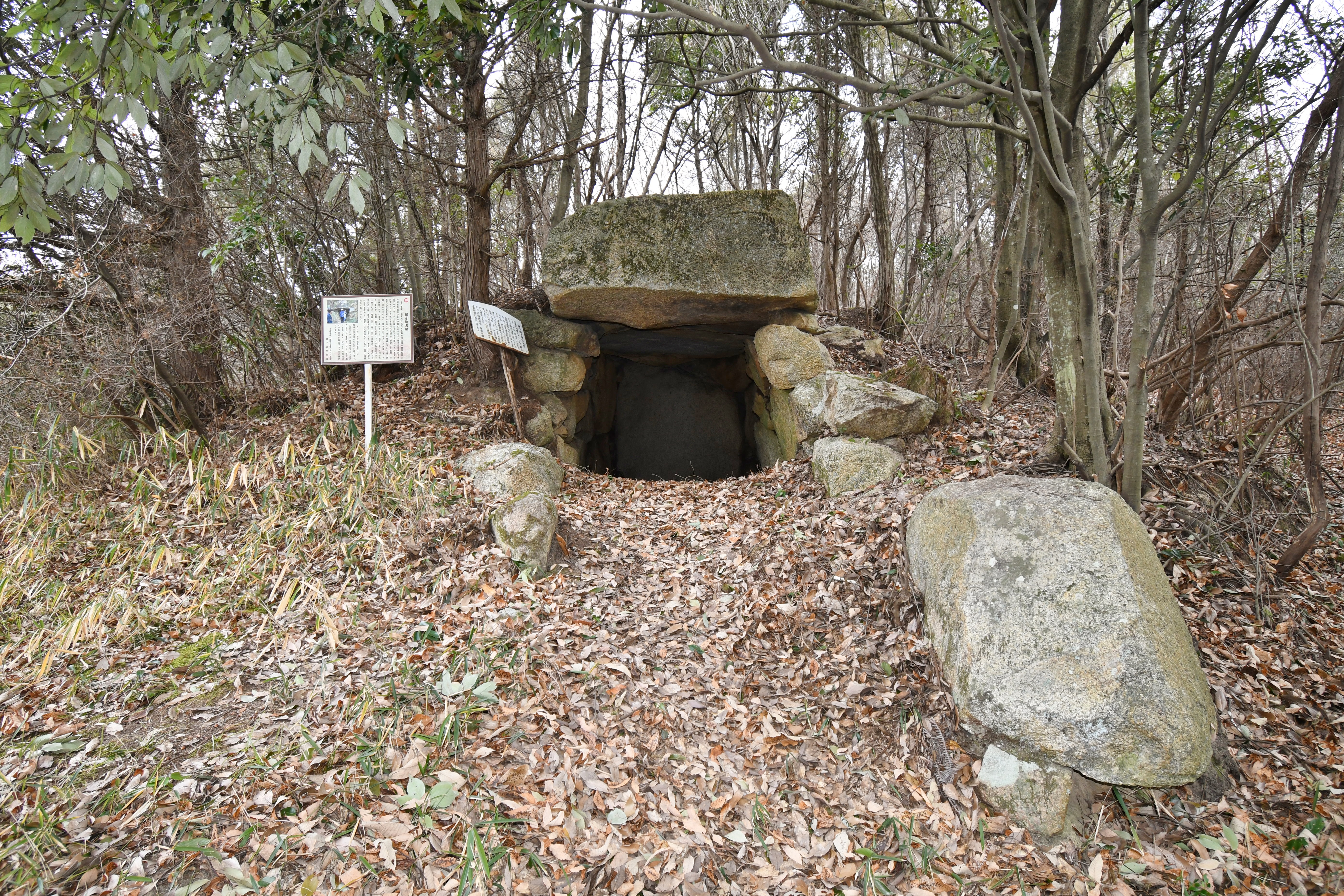
開口部

## 文化財

### 尾道市指定文化財
- 史跡
  - 猪子迫古墳 - 1960年（昭和35年）6月24日指定。